# Gitega (commune)
 Gitega is een gemeente (commune) in de provincie Gitega in Burundi.  De hoofdplaats van de gemeente draagt dezelfde naam.